# Šamaš
Šamaš (Schamasch) war in der akkadischen und babylonischen Mythologie der Sonnengott, Gott der Gerechtigkeit und des Wahrsagens. Er entsprach dem Gott Utu der viel älteren Sumerer. Seine heilige Zahl war zwanzig, sein Symbol die Sonnenscheibe (mit 12 wellen- + 8 dreiecksförmigen Strahlen), dazu der Löwe und die Säge. Er wird oft dargestellt, wie er zwischen den Gipfeln des Zagrosgebirges emporzusteigen beginnt, seine Säge – mit der er sich den Weg mitten durch sie hindurch gebahnt hat – in der Hand.

## Mythologie
Šamaš trat jeden Tag aus einer unten im Berg Maschu befindlichen Öffnung hinaus und stieg den Himmel hinan. Sein strahlendes Licht drang überallhin, wodurch er jedes Geheimnis, alle Wohl- und jede Missetat erkannte. Am Abend, nun im Westen hinter die Berge des Libanons gelangt, trat er wieder in die Erde ein und durchquerte sie in seinen (selbstgesägten?) Tunnel, um auf diesem Wege trockenen Fußes in den Osten zurückzugelangen. So erschuf er dort, am Ende der damals bekannten Welt, einen neuen Morgen.
Warum der feurige Gott Šamaš des Nachts jenen Tunnel durchquerte (der Held Gilgamesch durcheilt denselben im gleichnamigen Epos binnen 12 Stunden) anstatt die Erde im Aether zu umrunden, wie es die Abendländer bis zur Kopernikanischen Wende glaubten, erklärt sich aus einem andern Aspekt der sumerischen Kosmogonie: Demnach besteht der unseren Planeten rings umgebende, ihn an seines Rändern (nahe den obengenannten zwei Gebirgen) direkt berührende Himmel, aus reinstem kosmischem Wasser; Feuer und Wasser aber stellen mythische Ur-Elemente dar, die sich nicht direkt miteinander vertragen. Erst einige Jahrtausende später gelang es den griechischen Naturphilosophen und unter diesen vor allem Heraklit, beide gemeinsam mit denen der Erde und der Luft in der Vier-Elemente-Theorie zu vereinigen.
Im Gilgamesch-Epos hilft Šamaš den beiden befreundeten Helden Enkidu und Gilgamesch bei ihrem Kampf gegen den die Zedern-Wälder des Libanongebirges kontrollierenden Dämonen Ḫumbaba, indem er gegen diesen mächtigen Feind dreizehn Sturmwinde entfacht. Er ist es auch, der die Erde bis hin ins Reich der Toten durchbohrt, um es Gilgamesch zu ermöglichen, seinen bald nach ihrem Sieg über den von der beleidigten Ishtar entfesselten Himmelsstier verstorbenen Freund ein letztes Mal zu sehen. Enkidus mitfühlende Worte sind erschütternd: Freund! Meinen Leib, den du sanft einst berührtest, er zerfällt schon und wird in Staub verwandelt. Dieser Verlust erklärt die untröstliche Verzweiflung und Angst Gilgameschs vor dem eigenen Tode, welche ihm den Wunsch nach Unsterblichkeit entfacht, eine Illusion, die ihn bis ans Ende der Welt treibt (siehe auch Grafik im Epos Atrahasis).
Unsterblichkeit ist nur dem göttlichen Lebensphänomen zu eigen, indem es das Verbrauchte abstreift wie die Schlange ihre alt gewordene Haut. Helios (Šamaš, Aton...) ist neu an jedem Morgen, stetig Fußes breit. (Heraklit).

## Sprachforschung und Monotheismus
Die Wurzel Š-m-š bzw. S-m-s steht in allen semitischen Sprachen für „Sonne“, etwa im Arabischen شَمْس (Schams) oder im Hebräischen שֶׁמֶשׁ (Schemesch).
Einige Autoren der jüngeren Gegenwart erwägen, ob es sich ursprünglich um eine weibliche Gottheit gehandelt haben kann. Erst als die weit ältere sumerische Kultur mit der der Akkader zusammentraf und deren Sonnengott Šamaš mit ihren Vorstellungen der Sonne als Utu verschmolzen wurde (diese überlagernd), sei aus dem einst weiblich gedachten Himmelsfeuer ein männlicher Gott geworden.

## Geschichte

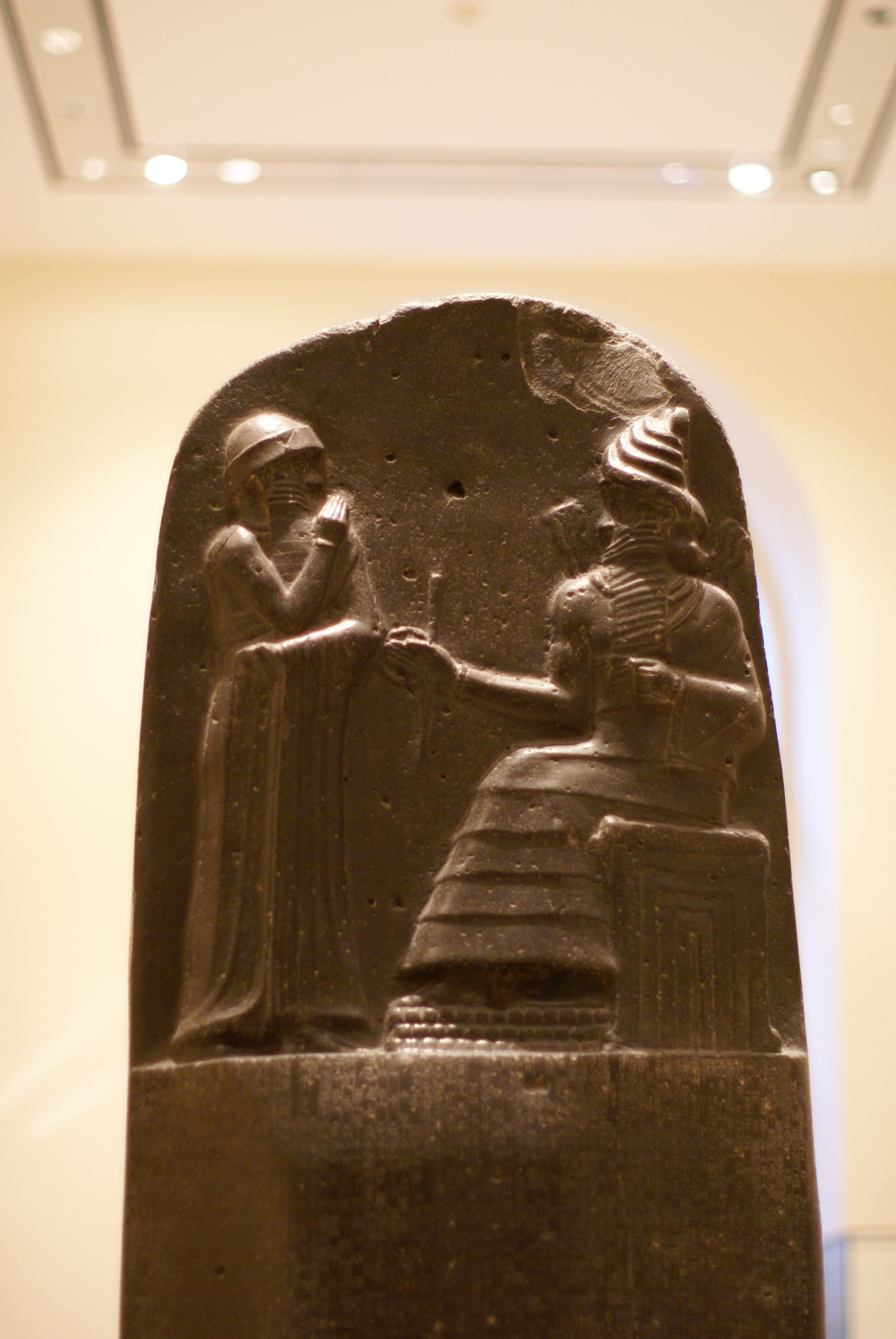
Šamaš, mit den Strahlen an seinen Schultern, übergibt die Insignien der Macht an Hammurapi

Anders als andere Götter kommt Šamaš nur in wenigen Mythen vor. Seine Hauptheiligtum war der Tempel E-Babbar in Sippar, jedoch gab es auch Tempel, die er sich mit anderen Göttern, z. B. dem Mondgott Nanna in Aššur, teilen musste. Als Sonnengott, der alles sehen konnte und die Dunkelheit bezwang, galt er auch als Gott der Gerechtigkeit und der Rechtsprechung. Dementsprechend ließ sich Hammurapi auf der berühmten Gesetzesstele, dem Codex Ḫammurapi darstellen, wie er die Herrschaftssymbole von Šamaš, dem Gott der Gerechtigkeit empfängt.
Während Šamaš in akkadischer und babylonischer Zeit als sanftmütiger Gott galt, und nur als Richter besondere Bedeutung hatte, bekam Šamaš in assyrischer Zeit durchaus einen kriegerischen Charakter und verschmolz teilweise mit dem assyrischen Gott Aššur. Darin gleicht er dem griechischen Helios, der in seinem von zwei feurigen Rossen gezogenen Kampfwagen alltäglich von neuem das Himmelsrund durchfuhr.
In griechisch-römischer Zeit war Šamaš unter den arabischen Einwohnern der syrischen Oasenstadt Palmyra beliebt. Er wurde besonders von Stammesmitgliedern der Bene Zabdibol zusammen mit dem arabischen Gott Rahim im Tempel der al-Lat, der „Herrin des Tempels“ verehrt. In Palmyra behauptete Šamaš seinen Platz neben den zur selben Zeit verehrten Sonnengöttern Jarḥibol und Malakbel. Auf mehreren Tesserae ist Šamaš mit dem Hochgott von Palmyra, Bel, abgebildet, was seinen Anteil am offiziellen Tempelkult des Bel unterstreicht.

## Genealogie
Šamaš war der Sohn des Mondgottes Nanna/Sin. Mit der Göttin Aja (Anunitu) zeugte Šamaš die Söhne Mešaru (Mišaru) und Kettu (Kittu), die Personifikationen von Recht und Gerechtigkeit und seine ständigen Begleiter. Weitere Kinder sind die Traumgötter Mamu und Ziqiqu (Sisig), sowie Išum mit Ninlil.